# Emmanuel Bellini
Pour les articles homonymes, voir Bellini.
Emmanuel Bellini, né le 26 mars 1904 à Monaco, qui vécut successivement à Spéracèdes (1951-1952) et à Cannes (à partir de 1953), et mort le 7 décembre 1989 à Saint-Laurent-du-Var, est un artiste peintre, dessinateur et lithographe figuratif français. Il fut également architecte jusqu'en 1977. 

## Biographie
Emmanuel Bellini naît au n°8 de la rue Plati à Monaco, son père, Antoine, ancien champion international de gymnastique, étant ajusteur mécanicien à l'Usine électrique de la ville et sa mère, Louise, étant brodeuse. Après une scolarité effectuée à l'école des Frères, il est élève en 1919 de l'École de dessin du Rocher (rebaptisée depuis École supérieure d'arts plastiques de la ville de Monaco) où son maître, le professeur Colombo, lui apprend la ronde-bosse au fusain et l'autorise à travailler l'aquarelle, et dont il sort breveté en 1922. Il entre au cabinet de l'architecte Charles Dalmas, qui réalisera entre autres le Palais de la Méditerranée à Nice, réalisant simultanément des dessins humoristiques et caricaturaux, qu'il signe "Mène" (surnom qui lui est alors donné au sein de sa famille), pour la presse régionale. Il s'établit en tant qu'architecte à Sainte-Maxime (Var) puis, épousant Marie-Thérèse Gallo en 1928, à Cannes en 1929. Peintre autodidacte encouragé dans cette vocation par Cyril Constantin, il réalise sa première toile en 1948. En 1949, il expose à Cannes dans le hall de la compagnie Grosso. Les peintres Louis Pastour et Jean-Gabriel Domergue le couvriront d'éloges. Ses huiles et ses nombreuses aquarelles ont des couleurs intenses dont les tonalités ont des accents de fauvisme et d'impressionnisme.
Emmanuel Bellini est prolifique : pas loin de 40 thèmes abordés au cours de ses cinquante années de créations. Un thème fétiche : la carriole ou la calèche, son emblème, souvenir de son enfance lorsqu'il soignait les chevaux le soir après leur journée de labeur. 
Ensuite, les clowns, le cirque, les fleurs, les éléments d'architecture, les dômes, Venise la rouge, Paris, Nantes, Monaco, la Révolution française, Eugenio Lucas Velázquez, les paysages oniriques, et bien d'autres, le tout resitué à la Belle Époque.  
Pour son 80e anniversaire, le prince Rainier de Monaco lui offre une exposition au Sporting d'Hiver. Elle sera l'occasion de présenter une série sur le Cirque, passion commune du peintre et du Prince, ainsi qu'une variation sur Velázquez.

## Œuvres

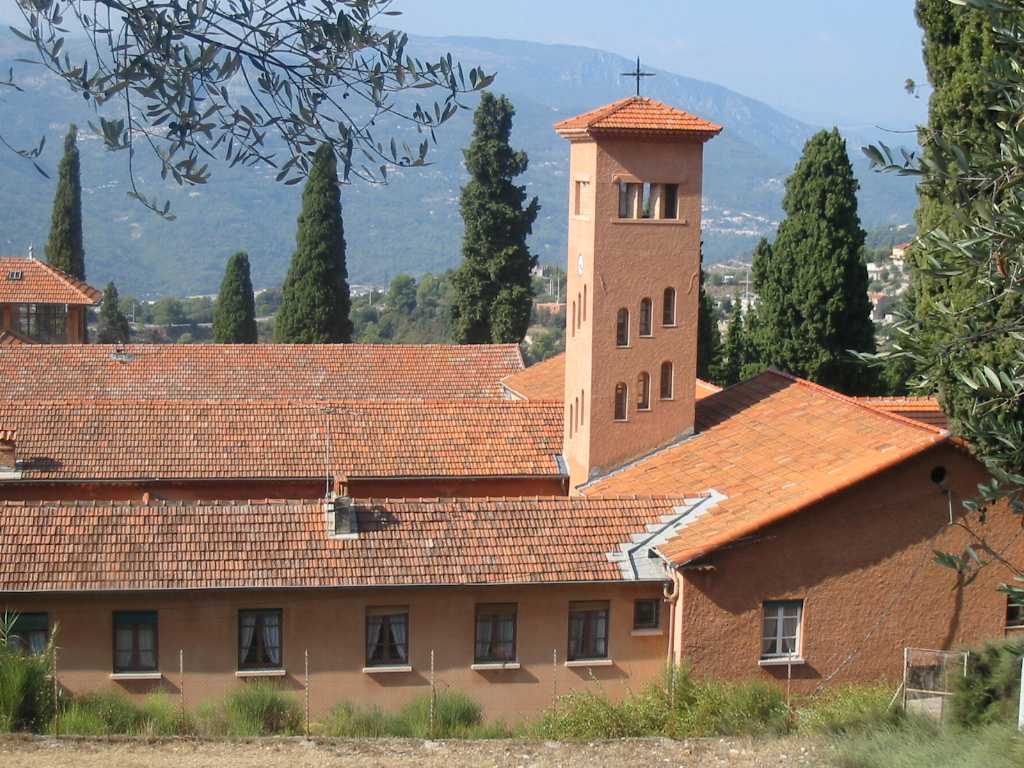
Abbaye Notre-Dame-de-la-Paix de Castagniers.

Fondation Maeght, Saint-Paul de Vence.

### Ouvrages d'architecture
- Littoral de San-Peïre-sur-Mer, Les Issambres, 1928[2].
- Marché Forville (avec Henri Bret), Cannes, 1929-1932.
- Abbaye Notre-Dame-de-la-Paix de Castagniers, restauration du monastère[2].
- Maison dite mas Ytou, classée monument historique, n°63, boulevard Alexandre III, Cannes, 1940.
- Maison dite villa Clairmont ou villa de Lorière, aujourd'hui immeuble Le Balmoral, n°13bis, chemin Saint-Nicolas, Cannes, 1945.
- Auberge des Quatre-Valets, Aix-les-Bains, 1948-1949.
- Maison dite Pierre Longue, classée monument historique, Cannes, vers 1950.
- Maison du comédien Michel Simon, La Ciotat, vers 1950[2]
- Maison dite Ma Mimoune, n°6, avenue Beauregard, Cannes, vers 1950[4].
- Maison dite La Désirade, Cannes, après 1950.
- Maison dite villa Mariza, n°24, avenue du Docteur-Raymond-Picaud (2e maison), après 1950.
- Maison dite Le Crépuscule, n°41, boulevard Montfleury (2e maison), Cannes, vers 1955[5].
- Fondation Marguerite et Aimé Maeght (avec Josep Lluís Sert), Saint-Paul-de-Vence, 1958-1964[6].
- Maison dite La Ranguine, n°8 de l'avenue Saissy, Cannes, 1970.

### Fresques murales
- Chapelle Notre-Dame de l'Ormeau, Seillans (Var), 1956.
- Casino du Palm Beach, Cannes, 1969.

### Décors de théâtre
- La marche à la crèche, conte de Noël de Francis Gag, Théâtre niçois de Francis Gag, 1964.
- Les trois mousquetaires, de Francis Lopez, avec Maria Candido, Maurice Baquet, Jean-Marie Proslier et Jacques Chazot, costumes de Loris Azzaro, Théâtre du Châtelet, Paris, 1974.
- Fiesta, de Francis Lopez, avec Franck Villano et Maria Candido, Théâtre Mogador, Paris, 1975.

### Contributions bibliophiliques
- Francis Gag (préface de Barthélémy Taladoire), illustrations d'Emmanuel Bellini, Théâtre nicois, Éditions Tiranty, Nice, 1970.
- Marcel Pagnol, Œuvres (18 volumes), illustrations de Suzanne Ballivet, Emmanuel Bellini, François Bouché, Franck Innocent, Dany Lartigue, Éditions Pastorelli, Monte-Carlo, 1976.
- Marcelle Mourgues, La danse provençale', Dessins de E. Bellini, Imprimerie Robaudy, Cannes, 1956.

### Affiches
- Fête fédérale féminine, Monaco, 1923.
- Nice-Thermal - Berthemont-les-Bains, éditée par les Ateliers Robaudy, Cannes, vers 1960.
- Sauvons le funiculaire de Super-Cannes, 1966.

### Objets précieux
- Vingt-deux bijoux en or réalisés par Marius Manzone, maître-joaillier, sur des dessins d'Emmanuel Bellini.
- La main du diable, pièce en verre en exemplaire unique, sur un dessin d'Emmanuel Bellini, La Fucina degli Angeli.

## Expositions personnelles
- Galerie Martin Cruson, Cannes, 1949.
- Galerie Odette Bosc-Pétridès, Paris, 1950.
- Galerie Paul Pétridès, Paris, juin 1951, 1952, 1954, 1956, 1959, 1962, 1965, 1969, 1973, 1976.
- Galerie Henri Gaffié, Nice, 1952.
- Galerie Jacques O'Hana, Londres, 1953, 1961.
- Galerie Crane; Manchester, 1953.
- Palais de la Méditerranée, Nice, 1955.
- Galerie Clio, Nice, 1956.
- Galerie 65, Cannes, 1957, 1960.
- Galerie Arlet, Monte-Carlo, 1961.
- Galerie Cézanne, Cannes, 1963-1964.
- Galerie d'art et d'antiquités, Marck, 1966.
- Musée municipal de Saint-Paul-de-Vence, 1966-1967.
- Galerie des Ponchettes, Nice, 1969-1970.
- Palm Beach, Cannes, Cannes, 1971.
- Rétrospective Emmanuel Bellini, Sporting d'hiver de Monte-Carlo, 1972, 1984.
- Galerie des arts contemporains, Monte-Carlo, 1974, 1975, 1976.
- Emmanuel Bellini - Quarante ans d'art graphique, Casino municipal de Cannes, 1976.
- Galerie du Drap d'or, Cannes, 1978.
- Galerie L'Incontro, Rome, 1978.
- Emmanuel Bellini - Les inédits, La Malmaison, Cannes, 1979.
- Galerie Cantios, Cannes, 1995.
- Galerie de la Colombe, Vallauris, 1985.
- Emmanuel Bellini - Encres et aquarelles, Galerie Katia Granoff, Paris, novembre 1986, novembre 1987.
- Château d'Homécourt, octobre novembre 1988.
- Emmanuel Bellini - Peintures perlées, Musée municipal de Mougins, septembre-octobre 1989[7].
- Musée de la Castre, Cannes, 1991.
- Galerie Gantois, Antibes, juillet-août 1995.
- Emmanuel Bellini, exposition de printemps : l'Espagne, chapelle Bellini, Cannes, avril 2008[8].
- Les années Bellini, Maison de l'Amérique latine, Monaco, janvier 2009[9],[10].
- Emmanuel Bellini - Couleurs d'eau, Musée de la Mer de Cannes, Fort royal de l'île Sainte-Marguerite, juin-septembre 2009.
- Emmanuel Bellini - La joie de vivre, espace Bonnard, Le Cannet, décembre 2009.
- Emmanuel Bellini, architecte et peintre, espace Bonnard, Le Cannet, août-septembre 2014.

## Expositions collectives
- Foire de l'humour, Nice, 1927.
- Galerie Lambert, Paris, 1949.
- XIXe Salon monégasque, Monte-Carlo, 1949.
- Semaine de l'Unesco, Musée océanographique de Monaco, 1958.
- Monaco Portopia, Kobe (Japon), 1981.
- Exposition internationale de peinture, Budapest, 1981, 1985.
- Participations non datées : Biennale de Menton, Salon de la Jeune peinture contemporaine[11].
- Sarabande, espace Saint-Bernardin, Le Cannet, juin 2015.
- Fenêtre sur Cannes - Portraits de Cannois, espace Miramar, Cannes, septembre-octobre 2015.

## Réception critique
- « Enfin un peintre ! » - Jean-Gabriel Domergue[9]
- « Les tableaux de Bellini sont chargés de couleurs, lancées violemment sur la toile, d'une pâte poisse. Ils donnent un choc visuel. Le peintre les a, pour la plupart, traités au couteau, refusant les subtilités de la brosse. Ses toiles sont plus sensibles parce que Bellini est un architecte vivant et travaillant à Cannes... Telle que, sa peinture est sincère, gaie, colorée et instinctive. » - Connaissance des arts[12]
- « Il y a un "rouge Bellini" comme il est un "jaune soleil" qui lui appartient. Mais ce que j'aime en lui, c'est qu'il peint comme il respire, profondément, en homme au torse large, aux poumons sans emphysème. Il campe ses paysages, ses bonshommes et leur donne leur couleur qui est sa couleur, mais aussi il nous les restitue, grâce au trait choisi par lui, tels qu'il les a vus, bien sûr, mais aussi tels que dorénavant nous serons non pas obligés mais heureux de les voir. » - Paul Vialar[2]
- « Vous avez la joie de vivre au bout de votre pinceau. » - Henri Troyat[2]
- « Bellini aime restituer l'ambiance d'une Belle Époque, qu'il n'a évidemment pas connue, dans des toiles agréablement décoratives aux mises en page "harmonieusement assonancées qui allient l'organisation à la souplesse", selon le mot de Maximilien Gauthier. Dans sa première période, il a utilisé une technique particulière de points en relief, "les perlés", qui couvrent toute la surface de la toile. » - Gérald Schurr[13]

## Musées et collections publiques
- Musée-chapelle Bellini, Cannes.
- Hôtel des Anges (ancien hôtel de ville), Le Cannet, La joie de vivre, cinq œuvres.
- Musée des beaux-arts de Nice.
- Bibliothèque municipale de Nice.
- Musée d'art moderne de la ville de Paris.
- Musée municipal de Saint-Paul-de-Vence.
- Musée du Cirque Alain Frère, Tourrette-Levens.
- Galerie d'art Beaverbrook, Fredericton.
- Vincent Price Collection, Chicago.
- Bureau officiel du tourisme français, New York.
- Hirshhorn Museum and Sculpture Garden, Washington.
- Musée d'art de Tel Aviv, Cannes à la Belle Époque.
- Hôtel de ville de Monaco.

## Prix et distinctions
- Premier Prix du Concours international d'affiches de Monte-Carlo, 1923.
- Officier de l'ordre de Saint-Charles[9].
- Officier de l'Ordre du Mérite culturel de Monaco[9].

## Hommages
- Chapelle Musée, dans le parc Fiorentina, Avenue de Vallauris, à Cannes. Ouverte tous les après-midis, de 14H à 17H, du lundi au vendredi[14].
- Une voie de la ville de Cannes porte le nom de boulevard Emmanuel-Bellini.
- Un Prix Emmanuel-Bellini, institué en 1989, est décerné annuellement dans le cadre du Festival international du cirque de Monte-Carlo.
- Une course hippique se déroulant sur l'hippodrome de la Côte d'Azur (Cagnes-sur-Mer) porte le nom de Prix Emmanuel-Bellini.

### Fonds d'archives
- Archives Emmanuel Bellini, médiathèque de Monaco, donation Lucette Bellini.
- Archives Emmanuel Bellini, Archives municipales de Cannes (présentation en ligne).